# Предраг Тасовац
Предраг Тасовац (Шамац, 9. август 1922 — Београд, 22. септембар 2010) био је српски глумац.

## Биографија
Рођен је 9. августа 1922. у Шамцу, у Краљевини СХС. Гимназију је завршио у Београду, студирао најпре на Економском, а потом књижевност на Филозофском факултету. Пресудила је, ипак, склоност ка глуми којом је почео да се бави средином четрдесетих година 20. века, најпре у Народном позоришту у Београду, па у Културној екипи Прве пролетерске дивизије. Године 1947. постаје члан Београдског драмског позоришта, да би се 1953. вратио у национални театар, којем је остао веран до последњег дана.
Занимљиво је да му је наш нобеловац Иво Андрић поклонио његово родословно стабло, које је нашао у Дубровачком архиву. У тим списима нашао се и податак да је неки шпански племић још у 15. веку дошао са армадом у Боку которску и заљубио се у лепу Бокељку из племена Тасовац. Да би могли да се венчају, цела породица Тасовац је добила шпанско племство.
Играо је како у матичном Народном позоришту у Београду, тако и на сцени Југословенског драмског позоришта, Атељеа 212, Позоришта на Теразијама, Дечјег позоришта „Бошко Буха”, Хрватског народног казалишта у Осијеку, у многим представама које су извођене у оквиру Дубровачких летњих игара, где је остварио бројне улоге. Публика ће се сећати његовог Стива у представи „Ана Карењина”, Степана Астахова у „Тихом Дону”, Клаудија у „Хамлету", Мигајева у остварењу „Таленти и обожаваоци”, Шјор Иже у „Рибарским свађама”, пуковника Пикеринга у „Пигмалиону”.
Такође је играо и у великом броју телевизијских драма, у тв серијама, а остварио је и двадесетак филмских улога. Свој први филм Сви на море снимио је 1952.
Преминуо је 22. септембра 2010. године у Београду.
Отац је Ивана Тасовца, пијанисте, директора Београдске филхармоније, и бившег министра културе и информисања Републике Србије.

## Награде и признања
- Добитник је више признања и сталешких награда, међу којима и Плакете Народног позоришта у Београду, највећег признања које ова кућа додељује.

## Улоге
|                   | 1950 ▼ | 1960 ▼ | 1970 ▼ | 1980 ▼ | 1990 ▼ | 2000 ▼ | Укупно |
| ----------------- | ------ | ------ | ------ | ------ | ------ | ------ | ------ |
| Дугометражни филм | 1      | 8      | 4      | 3      | 3      | 1      | 20     |
| ТВ филм           | 0      | 19     | 16     | 4      | 5      | 1      | 45     |
| ТВ серија         | 0      | 6      | 2      | 10     | 3      | 2      | 23     |
| ТВ мини серија    | 0      | 0      | 1      | 2      | 1      | 0      | 4      |
| Кратки филм       | 1      | 0      | 0      | 0      | 0      | 0      | 1      |
| Укупно            | 2      | 33     | 23     | 18     | 12     | 4      | 93     |

| Год.       | Назив                                          | Улога                      |
| ---------- | ---------------------------------------------- | -------------------------- |
| 1950-е ▲   |                                                |                            |
| 1952.      | Сви на море (ТВ)                               |                            |
| 1953.      | Пожари у граду (кратак филм)                   |                            |
| 1960-е ▲   |                                                |                            |
| 1960.      | Силан човек (ТВ)                               |                            |
| 1961.      | Хеда Габлер (ТВ)                               |                            |
| 1961.      | Нема непознатих острва (ТВ)                    |                            |
| 1962.      | Сектор Д (ТВ)                                  |                            |
| 1964.      | Постајем човек (ТВ)                            |                            |
| 1964.      | Месје Боден иде на посао (ТВ)                  |                            |
| 1964.      | Инсталатер Стукс (ТВ)                          |                            |
| 1964.      | Марш на Дрину                                  | Новотни, аустријски официр |
| 1964-1966. | Код судије за прекршаје (серија)               |                            |
| 1965.      | Акција епеј (ТВ)                               |                            |
| 1966.      | Лола Ђукић и Новак Новак                       |                            |
| 1966.      | Провод (ТВ)                                    |                            |
| 1966.      | Црни снег (серија)                             | Правник Срђан Делић        |
| 1966.      | Штићеник                                       | Директор телевизије        |
| 1967.      | Посета малој планети (ТВ)                      |                            |
| 1967.      | Нож                                            | Гартнер                    |
| 1967.      | 104 стране о љубави (ТВ)                       |                            |
| 1967.      | Терговци (ТВ)                                  | Грк Деметри Кода           |
| 1967.      | Регинин сат (ТВ)                               |                            |
| 1967.      | Јелена Ћетковић (ТВ)                           | Вук                        |
| 1967.      | Дим                                            | Фридрих                    |
| 1968.      | Тишина (ТВ)                                    |                            |
| 1968.      | Операција Београд                              | Лекар                      |
| 1968.      | Слепи миш (ТВ)                                 |                            |
| 1968.      | Ледено љето (ТВ)                               |                            |
| 1968.      | Самци (ТВ серија)                              |                            |
| 1968.      | Три сата за љубав                              | Газда                      |
| 1968.      | Максим нашег доба (серија)                     |                            |
| 1968.      | Сачулатац (серија)                             |                            |
| 1969.      | Величанствени рогоња (ТВ)                      | Конте                      |
| 1969.      | Преко мртвих (ТВ)                              | Господин Мика              |
| 1969.      | Рађање радног народа (серија)                  | Корумпирани Благајник      |
| 1970-е ▲   |                                                |                            |
| 1970.      | Србија на Истоку (ТВ)                          |                            |
| 1970.      | Седам писара (ТВ)                              |                            |
| 1970.      | Случај Опенхајмер (ТВ)                         |                            |
| 1970.      | Француски без муке (ТВ)                        |                            |
| 1971.      | Чедомир Илић (серија)                          | Министар                   |
| 1972.      | Пораз (ТВ филм)                                |                            |
| 1972.      | Сарајевски атентат (ТВ)                        | Бранилац Васе Чубриловића  |
| 1972.      | Ћу, ћеш, ће (мини-серија)                      |                            |
| 1973.      | Несрећа (ТВ)                                   |                            |
| 1973.      | Милојева смрт (ТВ)                             | Судија                     |
| 1973.      | Позориште у кући (серија)                      | Таса Бркић                 |
| 1974.      | Црна листа (ТВ)                                | Господин Хикман            |
| 1974.      | Одлазак Дамјана Радовановића (ТВ)              | Урош Јездимировић          |
| 1974.      | Девојка бржа од коња (ТВ)                      |                            |
| 1974.      | СБ затвара круг                                |                            |
| 1974.      | Позориште у кући 2 (серија)                    | Таса Бркић                 |
| 1975.      | Позориште у кући 3 (серија)                    | Таса Бркић                 |
| 1976.      | Невидљиви човек (ТВ)                           | Пероња                     |
| 1976.      | Човек који је бомбардовао Београд (ТВ)         | Генерал Јосеф Киблер       |
| 1977.      | Луде године (филм)                             | Комшија                    |
| 1977.      | Операција (ТВ)                                 |                            |
| 1978.      | Није него                                      | Глумац                     |
| 1978.      | Повратак отписаних (ТВ серија)                 | Мајор                      |
| 1978.      | Најлепше године (ТВ)                           |                            |
| 1979.      | Слом (серија)                                  | Доктор Раденко Станковић   |
| 1980-е ▲   |                                                |                            |
| 1980.      | Десет најлепших дана (ТВ)                      |                            |
| 1980.      | Повратак отписаних                             | Мајор Петровић             |
| 1981.      | Смрт пуковника Кузмановића (ТВ)                | Христивоје, муж Јеленин    |
| 1981.      | Лаф у срцу                                     | Адвокат                    |
| 1981.      | На рубу памети (ТВ)                            |                            |
| 1981.      | Светозар Марковић                              |                            |
| 1981.      | Луде године (ТВ)                               |                            |
| 1981.      | Седам секретара СКОЈ-а                         |                            |
| 1981-1982. | Приче преко пуне линије (серија)               | Примаријус                 |
| 1982.      | Тесна кожа                                     | Лекар                      |
| 1984.      | Варљиво лето '68                               | Господин Илић              |
| 1984.      | Варљиво лето ’68 (ТВ серија)                   | Господин Илић              |
| 1984.      | Не тако давно (мини-серија)                    |                            |
| 1984.      | Позориште у кући 5 (серија)                    | Таса Бркић                 |
| 1984.      | Бањица (ТВ серија)                             |                            |
| 1986.      | Сиви дом (серија)                              | Сојкин отац                |
| 1986.      | Протестни албум                                | Пашићев пријатељ           |
| 1988.      | Четрдесет осма — Завера и издаја (мини-серија) | Комшија Јеремић            |
| 1988.      | Вук Караџић (серија)                           |                            |
| 1989.      | Мистер Долар (ТВ)                              | Професор                   |
| 1990-е ▲   |                                                |                            |
| 1990.      | Јастук гроба мог (мини-серија)                 | Франческо Соаве            |
| 1991.      | Апис (ТВ)                                      |                            |
| 1991.      | Конак (ТВ)                                     |                            |
| 1993.      | Рај (ТВ)                                       | Варошки прота              |
| 1993.      | Срећни људи (серија)                           | Професор Сукљашевић        |
| 1995.      | Крај династије Обреновић (серија)              | Вукашин Петровић           |
| 1995.      | Тераса на крову                                | Тенор                      |
| 1996.      | Очеви и оци (ТВ)                               | Милутин Медаковић          |
| 1995-1996. | Срећни људи 2 (серија)                         | Професор Сукљашевић        |
| 1996-1997. | Горе доле (серија)                             | Старији композитор         |
| 1998.      | Кнез Михаило (ТВ)                              |                            |
| 1998.      | Буре Барута                                    | Стари човек                |
| 1999.      | Рањена Земља                                   | Драгољуб Максимовић        |
| 2000-е ▲   |                                                |                            |
| 2001.      | Све је за људе                                 |                            |
| 2002.      | Наша мала редакција (серија)                   |                            |
| 2004.      | Лифт (серија)                                  | Вереник                    |
| 2005.      | У ординацији (ТВ)                              | Старац                     |